# Wieronika Korniewa
Wieronika Korniewa (ur. 1992 r. w Jekaterynburgu) – rosyjska aerobiczka, dwukrotna mistrzyni świata, złota medalistka World Games.
Sportową przygodę zaczęła w wieku siedmiu lat, kiedy był oferowany w jej szkole. Na mistrzostwach świata w 2012 roku zdobyła złoty medal w kroku, a w tańcu zajęła piąte miejsce. Dwa lata później w Cancún wywalczyła srebro w kroku. W zawodach trójek nie zdołała awansować do finału. Wraz z reprezentacją Rosji została sklasyfikowana na piątej pozycji w klasyfikacji drużynowej. W Inczon w 2016 roku tuż za podium uplasowała się w kroku. W parach mieszanych nie wystąpiła w finale. W 2018 roku w Guimarães ponownie zdobyła złoto w kroku.
Podczas World Games 2013 w Cali wywalczyła dwa srebrne medale: w kroku i tańcu. Cztery lata później na World Games 2017 we Wrocławiu zdobyła złoto w kroku.